# Clungunford
Clungunford – wieś w Anglii, w hrabstwie Shropshire. Leży 36 km na południe od miasta Shrewsbury i 214 km na północny zachód od Londynu.